# Limite diretto
In matematica, il limite diretto (anche chiamato limite induttivo) è una costruzione che, dati degli oggetti relazionati tra loro attraverso dei morfismi, fornisce un nuovo oggetto. Il limite diretto può essere definito in ogni categoria.

## Definizione formale

### Limite diretto di gruppi
Iniziamo con la definizione di un  sistema diretto di gruppi e omomorfismi. Siano (I, ≤) un insieme parzialmente ordinato e diretto e ( Ai )i ∈ I una famiglia di gruppi. Sia poi fij : Ai → Aj per i ≤ j (si noti l'ordine) una famiglia di omomorfismi con le seguenti proprietà:
1. fii è l'identità in Ai per ogni i,
2. fik = fjk o fij per ogni i ≤ j ≤ k.

Allora l'insieme delle coppie ( Ai , fij ) è chiamato un sistema diretto di gruppi e morfismi su I.
Definiamo il limite diretto del sistema diretto ( Ai , fij ) come l'unione disgiunta degli Ai , modulo una certa relazione d'equivalenza ~, 
{\displaystyle \varinjlim A_{i}=\bigsqcup _{i}A_{i}{\bigg /}\sim .}
La relazione d'equivalenza ~ è definita come segue: due elementi xi ∈ Ai e xj ∈ Aj sono equivalenti se esiste un qualche k ∈ I tale che i, j ≤ k  e che fik (xi ) = fjk (xj ). Euristicamente, due elementi nell'unione disgiunta sono equivalenti se e solo se diventano uguali da un  certo punto in poi nel sistema diretto.
Il limite diretto, che per comodità indicheremo con A, è fornito di morfismi canonici φi : Ai → A che mandano ogni elemento nella sua classe d'equivalenza. Inoltre, il limite diretto gode della proprietà universale descritta nella sezione seguente. Infine, se i vari gruppi Ai  sono gruppi topologici (e i morfismi sono omomorfismi continui), allora su A si pone la topologia più fine che rende continui i morfismi canonici ed A risulta essere un gruppo topologico rispetto a tale topologia.
La stessa costruzione può essere effettuata anche se gli Ai al posto di essere gruppi sono insiemi, anelli, moduli (su un anello fissato), algebre (su un campo fissato), etc., e gli omomorfismi sono omomorfismi per le corrispondenti categorie. Il limite diretto apparterrà anch'esso a quella categoria.

### Definizione generale
Il limite diretto può essere definito in modo astratto in una qualsiasi categoria attraverso una proprietà universale. Sia (Xi , fij ) un sistema diretto di oggetti e morfismi  in una categoria C. Il limite diretto di questo sistema è un oggetto X in C insieme con dei morfismi φi : Xi → X soddisfacenti a φi = φj  o fij  per ogni i ≤ j. La coppia (X, φi )  deve essere universale nel senso che per ogni altra coppia (Y, ψi ) esiste un unico morfismo u: X → Y tale che il seguente diagramma commuti:
per ogni i ≤ j. Il limite diretto è in genere denotato come
{\displaystyle X=\varinjlim X_{i},}
lasciando sottinteso il sistema diretto (Xi, fij ). 
Al contrario di ciò che accade per gli oggetti algebrici, in alcuni casi il limite diretto può non esistere. Tuttavia, se esiste esso è unico, nel senso che tutti i limiti diretti di un sistema diretto sono isomorfi tra loro. In altre parole, se X e X′ sono due limiti diretti di uno stesso sistema, allora esiste un unico isomorfismo X′ → X che commuta con le proiezioni.

## Esempi
- Una collezione di sottoinsiemi Mi  di un insieme M può essere parzialmente ordinata dall'inclusione. Se definiamo il morfismo da Mi a Mj come l'inclusione per ogni coppia di sottoinsiemi Mi e Mj con Mi ⊆ Mj , allora il limite diretto risultante da questo sistema non è altro che l'unione degli Mi .
- Se l'insieme degli indici I di un sistema diretto (Xi , fij ) ha un massimo i*, allora il limite diretto del sistema è isomorfo a Xi* e il morfismo canonico φi* : Xi* → X è un isomorfismo.
- Sia p un primo. Si consideri il sistema diretto composto dai gruppi Z/pn Z e dagli omomorfismi Z/pn Z → Z/pm Z, con n ≤ m, che sono indotti dalla moltiplicazione per pm - n. Il limite diretto di questo sistema è isomorfo al gruppo di tutte le radici dell'unità di ordine una qualche potenza di p, ed è chiamato gruppo di Prüfer Z(p∞).
- I limiti diretti sono connessi ai limiti proiettivi attraverso la relazione

{\displaystyle \mathrm {Hom} (\varinjlim X_{i},Y)=\varprojlim \mathrm {Hom} (X_{i},Y).}